# 昭和42年7月豪雨
昭和42年7月豪雨（しょうわ42ねん7がつ ごうう）とは、1967年（昭和42年）7月に発生した水害（豪雨災害）。

## 概要
この年は年始から異常気象が続いた。年始の寒波、春先の高温多雨、5月から6月の異常渇水、それに続いて梅雨期は6月末から7月上旬の短い期間、そして7月以降はまた渇水・干ばつとなり、8月には羽越豪雨が発生している。そしてこの年の台風は39と歴代最も多い年であり、昭和42年台風第34号が10月28日に日本上陸、と気象記録が残る年である。この年の短い梅雨の間に発生したのがこの豪雨災害である。
この豪雨災害は集中豪雨として西日本の各地を襲い、被害は24府県に及び、死者行方不明者は350名を、建物被害は30万戸を超える大惨事となった。時間最大雨量は長崎県佐世保市の125.1mm、一日最大雨量が兵庫県神戸市の361.1mm。いくつかの都市で災害救助法が適用されている。
特に背後に山地がある港町では大雨による土砂災害が発生し、人的被害を拡大させた。この災害を機に、砂防三法の一つ「急傾斜地の崩壊による災害の防止に関する法律」が1969年（昭和44年）制定された。

## 降水
まず、6月末に梅雨前線が発達し、7月6日ごろから太平洋沿岸に停滞していた。7月初旬に台風7号が発生し、8日の9時に沖縄西250km付近で台風は熱帯低気圧に変わり暖湿気流を南から梅雨前線に送り込み、北からは冷たく乾いた空気が前線に流れ込んだことから前線は活発な活動となった。翌9日の9時に五島列島付近でその熱帯低気圧は温帯低気圧へと変わり、前線上を北部九州から関東に向かって速い速度で進んだ。
右上に8日/9日の期間降水量の、右下に8日/9日での最大1時間降水量の分布図を示す。期間降水量は兵庫県神戸市・長崎県の佐世保市・福江市（現五島市）・広島県呉市で300mmを超えた。1日降水量は、北部九州から近畿地方まで広い範囲で100mmを超える異常な記録を出している。
1時間降水量は長崎の佐世保で125.1mm・同じく福江で113.5mmだった。#被害の各県ごとの資料から、最大1時間降水量を記録した時間帯は以下のとおり。
- 9日12時 - 14時 : 長崎県・佐賀県
- 9日16時 - 17時 : 広島県
- 9日20時 - 21時 : 兵庫県

つまり、8日活発化した梅雨前線に、9日の温帯低気圧が前線に接触しながら東北東方向に通過したことより、9日正午から夜にかけて各都市で記録的な豪雨が発生した、ということになる。

## 被害
以下、特に降水量が多く被害が大きかった、九州北部の長崎県佐世保市および佐賀県伊万里市・中国地方の広島県呉市・近畿地方の兵庫県神戸市を中心に記載する。この3地域の共通点は以下のとおり。
- 港湾都市（佐世保港・呉港・神戸港）、うち佐世保と呉は軍港（佐世保鎮守府・呉鎮守府）として開港し近代以降に急速に発展した都市である[8]。
- 良質な港、つまり入り江に発達した都市であり、平野が狭く、背後に丘陵あるいは山地が迫っている[8]。
- 狭い平野を土地開発したため、住宅地のすぐ傍に渓流や急傾斜地がある。

この3都市付近に豪雨域が停滞したため記録的な豪雨となり、土砂災害が発生し民家を襲い人的被害を拡大させた。下記の通り、期間および1日降水量は神戸市が、1時間および10分降水量は佐世保市が最も多かったが、死者行方不明者は3地域ともに80人を超えるものとなった。

### 九州北部（長崎・佐賀）
|             |               | 長崎県 | 長崎県 | 長崎県 | 長崎県 | 長崎県 | 佐賀県 |
| 長崎        | 厳原          | 平戸   | 佐世保 | 福江   | 佐賀   |        |        |
| ----------- | ------------- | ------ | ------ | ------ | ------ | ------ | ------ |
| 降水量 (mm) | 期間          | 87.2   | 123.9  | 184.4  | 354.3  | 305.0  | 169.9  |
| 降水量 (mm) | 日            | 65.2   | 97.3   | 96.0   | 232.5  | 251.4  | 116.3  |
| 降水量 (mm) | 1時間         | 22.6   | 24.0   | 33.7   | 125.1  | 113.5  | 58.2   |
| 降水量 (mm) | 10分間        | 12.0   | 6.0    | 15.0   | 33.4   | 26.0   | 26.0   |
| 人的 (人)   | 死者 行方不明 | 50     | 50     | 50     | 50     | 50     | 34     |
| 人的 (人)   | 負傷者        | 364    | 364    | 364    | 364    | 364    | 510    |
| 家屋 (戸)   | 全壊/流出     | 406    | 406    | 406    | 406    | 406    | 169    |
| 家屋 (戸)   | 半壊          | 579    | 579    | 579    | 579    | 579    | 365    |
| 家屋 (戸)   | 床上浸水      | 9,368  | 9,368  | 9,368  | 9,368  | 9,368  | 6,499  |
| 家屋 (戸)   | 床下浸水      | 18,883 | 18,883 | 18,883 | 18,883 | 18,883 | 19,853 |

長崎
被害の中心だった佐世保市から、「佐世保水害」とも呼ばれている。
8日早朝から雨が活発となり強い雨が続き、同日9時頃には佐世保で100mmを超え、昼過ぎに小康状態となった。翌9日早朝再び雨は強くなり、明け方から昼前にかけて福江（五島列島）で記録的な豪雨となり、昼過ぎると豪雨域は東へ移り、佐世保から福岡県西部にかけて14時台まで記録的な豪雨となった。最大1時間降水量は佐世保で9日12時台に記録している。
佐世保市の被害状況は、死者29人・負傷者270人・被害総額約74億3千万円
現在の五島市つまり五島列島については、市が公開している歴史の中で旧福江市と旧岐宿町で水害が発生したと記載されていることから、最南端の福江島での被害が大きかったことになる。旧福江市のみ、死者11人・重傷者7人・軽傷者24人・全壊35戸・半壊17戸・一部損壊6戸・床上浸水487戸・床下浸水1,155戸、と被災状況を記載している。
佐賀
被害中心だった伊万里市では「42年大水害」とも言われる。
佐賀では、9日10時頃から強い雨が降り始め、同日12時から14時に県の西北部を中心に集中豪雨となった。つまり長崎県佐世保市を中心とした豪雨域が佐賀でも集中豪雨として被害をだしたことになる。
伊万里市を流れる松浦川・伊万里川・有田川およびそれらの各支流で氾濫し、あるいは土砂災害となって、伊万里市や有田町を襲った。伊万里市の被害は、死者12人・負傷者435人・家屋流出74戸・半壊108戸・床上浸水3,397戸・床下浸水2,165戸。有田町の被害は死者9人・負傷者37人・家屋全壊33戸・半壊45戸。

### 中国地方（広島）
| 降水量 (mm) | 期間          | 196.6  | 305.4  | 185.6  |        |        |
| 降水量 (mm) | 日            | 113.5  | 212.9  | 100.1  |        |        |
| 降水量 (mm) | 1時間         | 27.4   | 74.7   | 34.0   |        |        |
| 降水量 (mm) | 10分間        | 9.7    | 24.0   | 10.7   |        |        |
| 人的 (人)   | 死者 行方不明 | 159    | 159    | 159    | 159    | 159    |
| 人的 (人)   | 負傷者        | 231    | 231    | 231    | 231    | 231    |
| 家屋 (戸)   | 全壊/流出     | 514    | 514    | 514    | 514    | 514    |
| 家屋 (戸)   | 半壊          | 605    | 605    | 605    | 605    | 605    |
| 家屋 (戸)   | 床上浸水      | 10,690 | 10,690 | 10,690 | 10,690 | 10,690 |
| 家屋 (戸)   | 床下浸水      | 49,249 | 49,249 | 49,249 | 49,249 | 49,249 |

広島県内で8日朝から強い雨が降り始めそれが昼間で続き、午後から夜にかけて断続的に続いた。9日は温帯低気圧の影響で呉市を中心に15時台から豪雨となり、16時から17時台にピークとなった。ちなみに、広島市のみ最大1日/10分降水量は8日つまり梅雨のみによって記録している。
被害中心だった呉市では、多大な被害を出した1945年（昭和20年）枕崎台風のデータで都市計画を立てていたため、それよりは被害は少なかった（1945年県内死者だけで1,775人）が、それでも被害が大きいものとなった。これは、8日から降り続いた雨によって地盤がゆるみ、そこへ9日の記録的な豪雨が降ったことにより土砂災害と河川決壊が発生したことによる。呉市だけで死者88人・負傷者231人・家屋全壊289戸・半壊176戸・床上浸水6,000戸・床下20,000戸。特に生き埋め被害だけで171人も出している。
呉市警固屋町・阿賀町と、休山周辺での土砂被害写真が多く撮られている。警固屋8丁目では、16時頃にがけ崩れが発生し、家屋および3人が生き埋めとなった。消防隊員による救助の最中、二次崩落が起こり1人殉職・11人負傷となった。阿賀南8丁目大入地区では、集落中心を流れる浜田川が16時すぎ頃決壊し土石流が発生、呉市立大入小学校を襲った。ただ校舎が土石流の勢いを弱めたためその下流の民家の被害が少なく済んだ。この地区の発見は遅れ、5時間後の夜間に付近を航行していた海上保安庁の巡視船が集落全体の停電を不審に思い立ち寄ったことで被害が判明した。
当時呉市内には呉市電が走っていた。この災害により市電は甚大な被害を受け復旧に莫大な費用がかかることに加え、災害以前からモータリゼーションによって利用者が減っていたこともあり、同年12月に全線廃止となった。

### 近畿地方（兵庫・大阪）
|             |               | 神戸   | 豊岡   | 姫路   | 洲本   |        |
| ----------- | ------------- | ------ | ------ | ------ | ------ | ------ |
| 降水量 (mm) | 期間          | 361.1  | 104.9  | 82.5   | 197.1  |        |
| 降水量 (mm) | 日            | 319.4  | 79.5   | 60.1   | 149.2  |        |
| 降水量 (mm) | 1時間         | 75.8   | 16.3   | 36.0   | 47.3   |        |
| 降水量 (mm) | 10分間        | 23.4   | 6.5    | 14.0   | 14.4   |        |
| 人的 (人)   | 死者 行方不明 | 100    | 100    | 100    | 100    | 100    |
| 人的 (人)   | 負傷者        | 不明   | 不明   | 不明   | 不明   | 不明   |
| 家屋 (戸)   | 全壊/流出     | 363    | 363    | 363    | 363    | 363    |
| 家屋 (戸)   | 半壊          | 361    | 361    | 361    | 361    | 361    |
| 家屋 (戸)   | 床上浸水      | 7,819  | 7,819  | 7,819  | 7,819  | 7,819  |
| 家屋 (戸)   | 床下浸水      | 29,762 | 29,762 | 29,762 | 29,762 | 29,762 |

兵庫
被害中心だった神戸市では、昭和13年阪神大水害・昭和36年梅雨前線豪雨とともに「昭和の3大水害」と言われている。
神戸市では、9日8時頃から雨が強まり、まず16時から18時の2時間で強い雨が、更に20時から21時の1時間でも強い雨が降った。このピーク時である20時台に災害が発生した。
先の阪神大水害および昭和36年水害以降、神戸市では対策が取られていたことにより先の災害よりは被害が小さかったものの、それでも被害は大きかった。神戸市だけで死者77人・全壊流出361戸・半壊376戸・床上浸水7,759戸・床下29,762戸。
この豪雨により六甲山、特に表六甲で河川氾濫および土砂災害が集中し、神戸市街地を襲った。市内に向かって鉄砲水が発生し、最大で1m規模の濁流が襲った。
土砂災害は六甲山系で約2,500箇所と言われている。特に六甲山沿いの現在中央区の住宅地を土砂が襲い、生き埋め被害を多数引き起こした。この中で最も有名なのが、生田川上流にあたる葺合区市ヶ原（現中央区葺合町）の世継山大崩落であり、長さ140m・幅40m・5,200m3もの土砂が崩壊し市ヶ原地区を襲い、21人が死亡し多くの家屋をなぎ倒した。また長田区明泉寺地区でも大規模な崩落が起こっている。
交通機関にも影響を与えた。六甲ケーブル下駅が埋没するなど六甲ケーブルにも多大な被害を与え、新湊川の氾濫は神戸電鉄粟生線を一部不通にした。
大阪

## 参考資料
- 「降水量表」、気象庁、2014年9月14日閲覧。
- 中島暢太郎、後町幸雄「昭和42年7月豪雨の特性について」（PDF）、京都大学、2014年9月14日閲覧。
- 「昭和42年7月　豪雨　（最大時間雨量74.7ｍｍ，死者・行方不明者159人）」、広島県、2014年9月14日閲覧。
- 「昭和42年 7月豪雨」、国交省六甲砂防事務所、2014年9月14日閲覧。